# Karschiidae
Karschiidae  (лат.) — семейство паукообразных из отряда фаланги (Solifugae). Известно около 40 видов. Встречаются в Северной Африке (Алжир, Египет, Ливия, Марокко), юго-восточной Европе (Греция), Азии (от Израиля и Йемена до Монголии и Китая).
- Barrus Simon, 1880 — 1 вид
  - Barrus letourneuxi Simon, 1880 — Египет
- Barrussus Roewer, 1928 — 2 вида
  - Barrussus furcichelis Roewer, 1928 — Греция
  - Barrussus pentheri (Werner, 1905) — Турция
- Eusimonia Kraepelin, 1899 — 15 видов
- Karschia Walter, 1889 — 22 видов